# Primnoella delicatissima
Primnoella delicatissima är en korallart som beskrevs av Kükenthal 1909. Primnoella delicatissima ingår i släktet Primnoella och familjen Primnoidae. Inga underarter finns listade i Catalogue of Life.